# Jenny Warsodikromo
Jenny Warsodikromo is een Surinaams politicus. Ze was van 2010 tot 2020 lid van De Nationale Assemblée (DNA) voor de Nationale Democratische Partij (NDP).

## Biografie
Warsodikromo kandideerde tijdens de verkiezingen van 2010 in het district Commewijne op de lijst van de Megacombinatie. Ze werd verkozen en maakte haar entree in DNA. Ze is lid van de NDP.
In 2015 was ze opnieuw verkiesbaar, deze keer als lijsttrekker van haar partij. Tijdens de verkiezingen werd ze herkozen in DNA voor een nieuwe periode van vijf jaar.
Daarnaast was ze tot december 2018 lid van het subafdelingsbestuur van de NDP in het ressort Alkmaar. Op dat moment stopte ze hiermee, naar eigen zeggen om het rustiger aan te doen en plaats te maken voor jongeren.